# Grb Občine Jesenice
Grb Občine Jesenice je enak grbu mesta Jesenice, predstavljen pa je na temno modrem ščitu, na katerem je v srebrni barvi upodobljen srednjeveški znak za železo.
Njegovo motiviko pojasnjuje avtor:

Po vojni je skušalo več slovenskih občin pridobiti svoj grb. Nekatere ga še niso imele, druge so ga spreminjale iz ideoloških razlogov. Na misel mi prihajajo občine: Nova Gorica, Kranj, Tolmin, Brežice, Grosuplje, Novo mesto... Kljub profesionalnosti nekaterih rešitev novih grbov, se večina njih ni »prijela«; niso se vklopili v zbirko ostalih tradicionalnih grbov slovenskih mest in občin. Kot, da sodobnejša motivika in moderni grafično-oblikovalski prijemi niso primerni za ta namen.
Zato sem se odločil, da pri zasnovi jeseniškega grba naredim tako, da bo predlagana rešitev »utopljena« v strukturo ostalih grbov slovenskih mest, bila naj bi del tradicionalne heraldične sporočilnosti. Kot oblikovalsko izhodišče sem prevzel znak za ŽELEZO iz zbirke srednjeveških znakov za takrat znane elemente.

V tem znaku za železo sem razbral tudi črko »J« kot Jesenice in črko »H« kot hokej. Vse troje je temeljna konstituanta življenja v jeseniški občini.— g. Janez Suhadolc, avtor grba občine Jesenice
Osnovne barve grba občine Jesenice so: 
- temno modra: 
  - CMYK - C: 100%; M: 80%; K: 10%
  - RAL 5003
- srebrna:
  - Pantone  877C